# Witosławice (województwo świętokrzyskie)
Witosławice – wieś w Polsce, położona w województwie świętokrzyskim, w powiecie ostrowieckim, w gminie Waśniów.
Wchodzi w skład sołectwa Roztylice.

## Historia
W połowie XV w. Witosławice należały do Nieczui, Gulacza, Grabowca i Grabionka. Wieś miała 2 łany kmiece, z których dziesięcinę o wartości dwóch grzywien oddawano prepozyturze kieleckiej. Cztery dwory rycerskie oddawały dziesięcinę plebanowi z Waśniowa.
Według rejestru poborowego powiatu sandomierskiego z 1508, część wsi należąca do Andrzeja Witosławskiego oddawała podatku 10 groszy. W 1578 Witosławcy płacili od 2 łanów i 2 zagrodników z rolą.
W 1827 wieś miała 19 domów i 114 mieszkańców. Według Słownika geograficznego Królestwa Polskiego w latach 80. XIX wieku było tu 21 domów i 196 mieszkańców. W 1888 folwark Witosławice miał powierzchnię 394 mórg.
W latach 1975–1998 Witosławice administracyjnie należały do województwa kieleckiego.
Przed 2023 r. miejscowość była część wsi Roztylice.

## Kultura
Co roku w kaplicy na Górze Witosławskiej odbywa się odpust w święto Zesłania Ducha Świętego, czyli na Zielone Świątki. Kościół tego dnia gromadzi tysiące wiernych. Wydarzeniu temu towarzyszą rozstawione stragany, atrakcje dla dzieci oraz zabawa taneczna w OSP Witosławice.
W Witosławicach funkcjonuje koło gospodyń wiejskich, które powstało 8 marca 2006 r. Reprezentantki koła tworzą również zespół Witosławianki.